# Dobryszyce (Radomsko)
Pour les articles homonymes, voir Dobryszyce.
Dobryszyce (prononcé en polonais : [dɔbrɨˈʂɨt͡sɛ]) est un village de la gmina de Dobryszyce , du powiat de Radomsko, dans la voïvodie de Łódź, situé dans le centre de la Pologne.
Le village est le siège administratif (chef-lieu) de la gmina appelée gmina de Dobryszyce.
Il se situe à environ 10 km au nord de Radomsko (siège du powiat) et 71 kilomètres au sud de Łódź (capitale de la voïvodie).
Sa population s'élevait approximativement à 960 habitants en 2006.

## Administration
De 1975 à 1998, le village était attaché administrativement à l'ancienne voïvodie de Piotrków.

Depuis 1999, il fait partie de la nouvelle voïvodie de Łódź.